# Deb

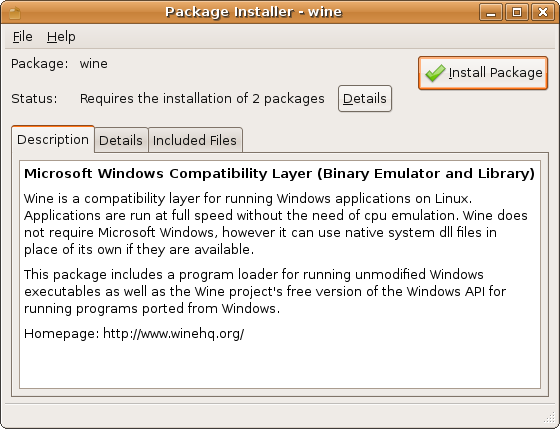
Gdebi

deb是Debian软件包格式，文件扩展名为.deb，跟Debian的命名一样，deb也是因Debra Murdock（Debian创始人Ian Murdock的前妻）而得名。
Debian包是Unixar的标准归档，将包文件信息以及包内容，经过gzip和tar打包而成。
处理这些包的经典程序是dpkg，经常是通过apt来运作。
通过Alien工具，可以将deb包转换成其他形式的软件包。

## 實做
deb 檔是使用 tar 包裝，包含了三個檔案：
- debian-binary - deb 格式版本號碼
- control.tar.gz - 包含套件的元数据，如包名称、版本、维护者、依赖、冲突等等。 在dpkg 1.17.6 之后添加了对 xz 压缩和不压缩的 control 元数据的支持。[1]
- data.tar.* - 實際安裝的內容

其中，"*"所指代的内容随压缩算法不同而不同。常见的可能值为xz、gz、或bz2。有时也会使用lzma。